# ساموئل آراکلیان

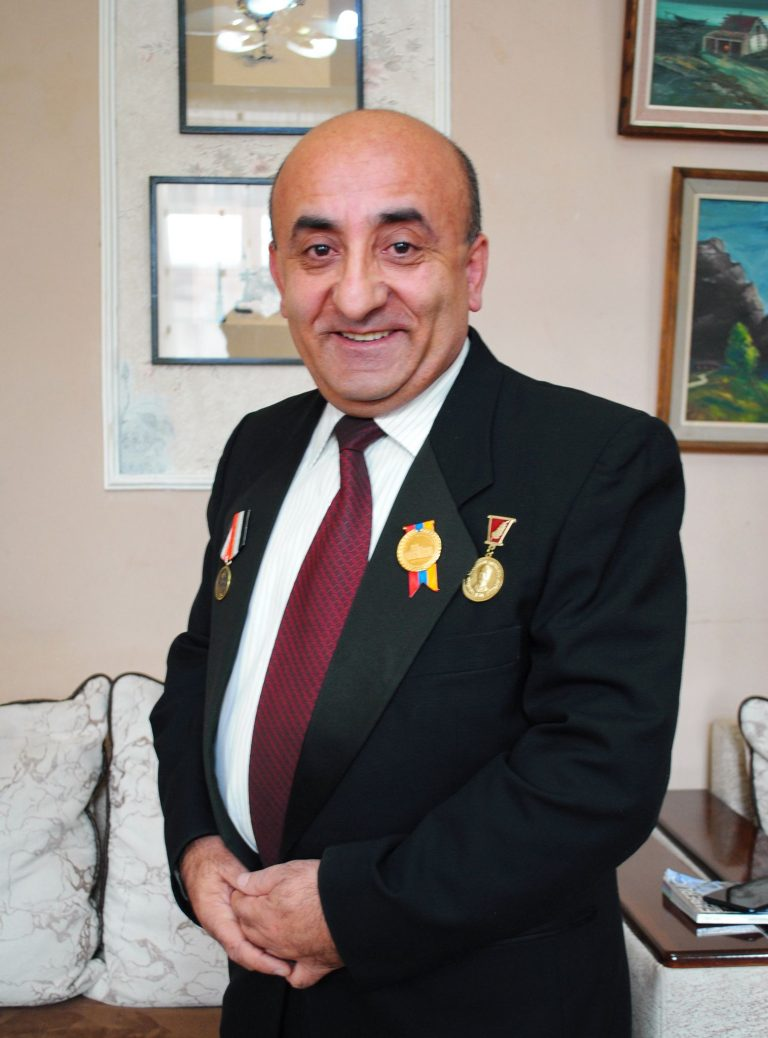

ساموئل وارانتسووی آراکلیان (ارمنی: Սամվել Վարանցովի Առաքելյան؛  زادهٔ ۱۴ نوامبر ۱۹۶۱) بازیگر اهل ارمنستان است. وی از سال میلادی تاکنون مشغول فعالیت بوده است.

## زندگی‌نامه
وی در ۱۴ نوامبر ۱۹۶۱ در لنیناکان به دنیا آمد . همچنین برندهٔ جوایزی همچون هنرمند شایسته جمهوری ارمنستان شده است.